# El Toro de España
El Toro de España es un proyecto de construcción de una gran escultura metálica con la forma de un toro bravo de más de 300 metros de altura, ideada por la "Academia Española de Tauromaquia". El proyecto estaría en fase de búsqueda de ubicación, y su financiación sería a través de la inversión privada.

## Ubicación
En un principio se pensó en la capital de España, pero desde el Ayuntamiento de Madrid se declinó la idea

Todavía no se ha decidido el emplazamiento de la escultura, habiéndose presentado hasta el momento una treintena de localidades y provincias, como Ciudad Rodrigo (Salamanca), El Molar, Valdemoro y Griñón (Madrid), Talavera de la Reina (Toledo) y Toro (Zamora), Guadalajara. También en Burgos, pero desde el ayuntamiento, la alcaldesa Cristina Ayala ya se ha postulado en contra.   El presidente y fundador de la academia, Jorge Álvarez, reveló que la escultura se situará en un lugar con una gran afluencia turística para garantizar la viabilidad económica y su impulso comercial.

## Diseño

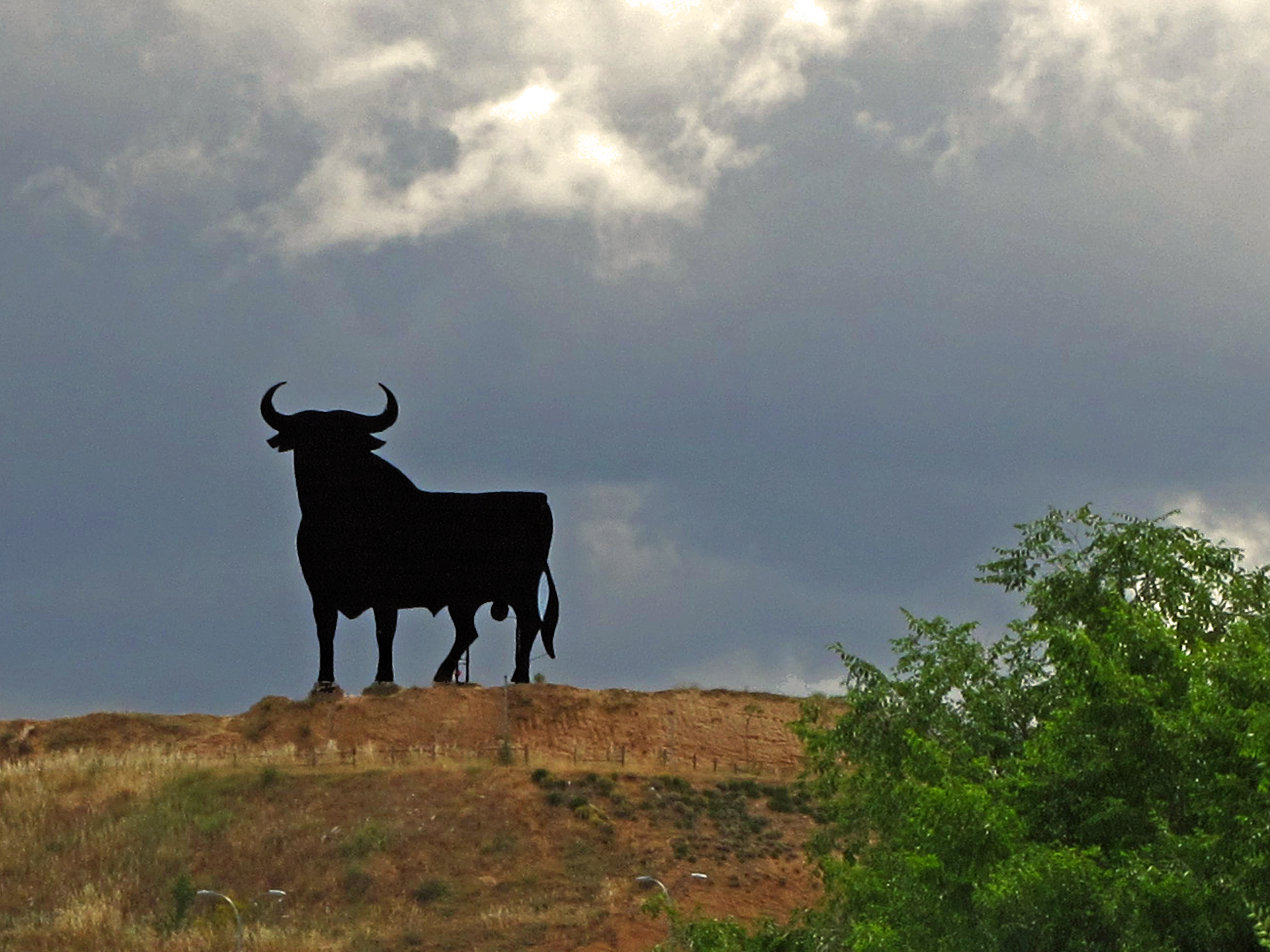
Toro de Osborne en el que se ha podido inspirar el proyecto de "El Toro de España".

La escultura sería metálica y con una altura superior a los 300 metros y unos 650 metros de largo, superando la altura de la estatua más alta del mundo, la Estatua de la Unidad en la India, de 182 metros (240 metros desde su pedestal). Según Jorge Álvarez, en los cuernos del toro se instalarían miradores panorámicos y a sus pies, una zona de ocio con restaurantes y tiendas de recuerdos relacionados con el mundo de la tauromaquia. La estructura sería un entramado metálico abierto, y una construcción modular, similar a un juguete Mecano de gran escala. Estaría formada por miles de toneladas de acero estructural ensamblado, con un diseño pensado para reducir la resistencia al viento y distribuir las cargas de forma equilibrada. Por su estructura metálica y tamaño, en los medios de comunicación se le ha comparado con la Torre Eiffel de París.

## Polémica
La escultura pretende representar la figura del toro bravo como obra arquitectónica icónica de España, pero también es un símbolo de la tauromaquia, que para asociaciones animalistas representa la tortura y el maltrato animal.